# Dolmen de la Planche à Puare
Der Dolmen de La Planche à Puare liegt an der Anse des Broches, an der Nordküste der Île d’Yeu im Département Vendée in Frankreich. Dolmen ist in Frankreich der Oberbegriff für Megalithanlagen aller Art (siehe: Französische Nomenklatur).
Der etwa 3000 v. Chr. errichtete Dolmen de la Planche à Puare hat eine Kammer vor Kopf und zwei Seitenkammern. Fast alle seine Trag- und Decksteine sind erhalten, aber nicht der Hügel. Er ist der einzige exakt kreuzförmige Dolmen mit Seitenkammern (französisch Dolmen transepté – en forme de croix) dieser Bauart. 
Ein Dolmen mit schmalem Gang und stark erweitertem kreuzförmigem Kammerbereich sowie verkürzter Kopfnische ist Lann-Mané Bras A.
Etwa 500 m östlich liegt die Allée couverte des Tabernaudes.